# 統一部長
統一部長（韩语：／ Tong-il-bu janggwan */?），為韓國統一部的部門首長。歷史上的職稱包括國土統一院長（：：1969年－1990年）、统一副总理兼統一院長（：：1990年－1998年）及統一部長（：：1998年－）

## 歷任首長

### 国土统一院長
- 1代 申泰煥（신태환）：1969年2月17日－1970年3月8日
- 2代 金永善（김영선）：1970年3月9日－1973年12月1日
- 3代 金溶植（김용식）：1973年12月2日－1974年9月17日
- 4代 愼道晟（신도성）：1974年9月18日－1975年8月17日
- 5代 兪尙根（유상근）：1975年8月18日－1976年12月3日
- 6代 李用熙（이용희）：1976年12月4日－1979年12月13日
- 7代 李奎浩（이규호）：1979年12月14日－1980年5月21日
- 8代 崔完福（최완복）：1980年5月22日－1980年9月1日
- 9代 李範錫（이범석）：1980年9月2日－1982年1月3日
- 10代 孫在植（손재식）：1982年1月4日－1985年2月18日
- 11代 李世基（이세기）：1985年2月19日－1985年7月31日
- 12代 朴東鎮（박동진）：1985年8月1日－1986年8月26日
- 13代 許文道（허문도）：1986年8月27日－1988年2月24日
- 14代 李洪九（이홍구）：1988年2月25日－1990年3月18日
- 15代 洪性澈（홍성철）：1990年3月19日－1990年12月26日

### 統一院長（副總理兼任）
- 16代 崔浩中（최호중）：1990年12月27日－1992年6月25日
- 17代 崔永喆（최영철）：1992年6月26日－1993年2月25日
- 18代 韓完相（한완상）：1993年2月26日－1993年12月21日
- 19代 李榮德（이영덕）：1993年12月22日－1994年4月29日
- 20代 李洪九（이홍구）：1994年4月30日－1994年12月16日
  - 代理 宋栄大（송영대）：1994年12月17日－1994年12月23日（職務代理）
- 21代 金悳（김덕）：1994年12月24日－1995年2月21日
- 22代 羅雄培（나웅배）：1995年2月22日－1995年12月20日
- 23代 權五琦（권오기）：1995年12月21日－1998年3月2日

### 統一部長
- 24代 康仁德（강인덕）：1998年3月3日－1999年5月23日
- 25代 林東源（임동원）：1999年5月24日－1999年12月23日
- 26代 朴在圭（박재규）：1999年12月24日－2001年3月25日
- 27代 林東源（임동원）：2001年3月26日－2001年9月6日
- 28代 洪淳瑛（홍순영）：2001年9月7日－2002年1月28日
- 29代 丁世鉉（정세현）：2002年1月29日－2003年2月26日
- 30代 丁世鉉（정세현）：2003年2月27日－2004年6月30日
- 31代 鄭東泳（정동영）：2004年7月1日－2006年2月9日
- 32代 李鍾奭（이종석）：2006年2月10日－2006年12月11日
- 33代 李在禎（이재정）：2006年12月12日－2008年2月29日
- 34代 金夏中（김하중）：2008年3月11日－2009年2月11日
- 35代 玄仁澤（현인택）：2009年2月12日－2011年9月30日
- 36代 柳佑益（류우익）：2011年10月4日－2013年3月11日
- 37代 柳吉在（류길재）：2013年3月11日－2015年3月13日
- 38代 洪容杓（홍용표）：2015年3月16日－2017年7月2日
- 39代 趙明均（조명균）：2017年7月3日－2019年3月8日
- 40代 金鍊鐵（김연철）：2019年4月8日－2020年6月19日
  - 代理 徐虎（서호）：2020年6月20日－2020年7月27日
- 41代 李仁榮（이인영）：2020年7月27日－2022年5月9日
  - 代理 崔領埈（최영준）：2022年5月9日－2022年5月10日
- 42代 權寧世（권영세）：2022年5月13日－2023年7月28日
- 43代 金暎浩（김영호）：2023年7月28日－2025年7月25日
- 44代 鄭東泳（정동영）：2025年7月25日－